# 7,63 × 25 мм Маузер
7,63×25 мм Маузер — пистолетный унитарный патрон с бесфланцевой гильзой бутылочной формы с небольшой конусностью. Был разработан для пистолета Mauser C96 и запущен в производство в 1896 году. Основой для него стал патрон 7,65×25 мм Борхардт образца 1893 года. В свою очередь, немецкий патрон калибра 7,63×25 мм стал прототипом патрона 7,62×25 мм ТТ, имевшего практически одинаковый калибр с предшественником, чем пользовались немцы, заряжая трофейное советское оружие немецкими патронами 7,63×25 мм.
В США патрон 7,63x25 получил обозначение .30 Mauser Automatic.
Производится в настоящее время.
С близкого расстояния пуля патрона 7,63x25, выпущенная из пистолета Mauser C-96, пробивала десять 25-мм сосновых досок, а с 50 м 10 пуль укладывались в прямоугольник 160х120 мм.

## Использование в оружии
- Mauser C96
- Bergmann MP-18.1 (SIG m.1920)
- Пистолет-пулемёт Дегтярёва (1929)